# سيخوران (صوغان)
سیخوران (بالفارسية: سیخوران) هي قرية تقع في إيران في قسم صوغان الريفي. يقدر عدد سكانها بـ 141 نسمة بحسب إحصاء 2016.